# So Glad You Made It (album)
So Glad You Made It is het tweede studioalbum van de Nederlands band Kane. Het album verscheen op 30 oktober 2001.

## Productie
Kane bracht in 2001 de single So Glad You Made It uit. Het nummer is geïnspireerd door de Ierse band U2. Mede door de clip die veelvuldig wordt getoond op TMF, wordt de single de aanzet tot het album So Glad You Made It.
Dinand Woesthoff heeft samen met Dennis van Leeuwen het album So Glad You Made It opgenomen in de ICP Studios in Brussel.

## Tracklist
| Nr. | Titel                       | Opmerking | Duur |
| --- | --------------------------- | --------- | ---- |
| 1.  | Free                        |           | 5:09 |
| 2.  | Rain Down on Me             |           | 5:00 |
| 3.  | Dead End                    |           | 5:37 |
| 4.  | So Glad You Made It         |           | 4:18 |
| 5.  | Let It Be                   |           | 5:24 |
| 6.  | Mother                      |           | 7:26 |
| 7.  | Stompin' at Ronnie's        |           | 0:43 |
| 8.  | Hold On to the World        |           | 6:57 |
| 9.  | Crazy Warnings              |           | 4:02 |
| 10. | Our Hearts Will Beat As One |           | 5:32 |
| 11. | Alone                       |           | 5:11 |
| 12. | What If                     |           | 9:51 |

## Ontvangst
Het album So Glad You Made It stond 82 weken in de Album Top 100 met als piekpositie de tweede plaats waarop het drie wekenlang stond van 10 november 2001 tot 24 november 2001. Door een hoog aantal verkochte exemplaren ging het album platinum.